# Pteropus pelewensis
Pteropus pelewensis es una especie de murciélago de la familia Pteropodidae oriundo de las Islas Palaos.